# IJsland op het Eurovisiesongfestival 2008
IJsland nam deel aan het Eurovisiesongfestival 2008 in Belgrado, Servië. Het was de 21ste deelname van het land op het Eurovisiesongfestival. De inzending werd gekozen via een nationale voorronde. RUV was verantwoordelijk voor de IJslandse bijdrage voor de editie van 2008.

## Selectieprocedure
De nationale selectie, Laugardagslögin, begon dit keer al in oktober 2007 en werd uitgesmeerd over een hele reeks voorrondes. Er waren maar liefst elf halve finales, waarin telkens drie liedjes streden voor een plaats in de volgende ronde. In de finale, die op 23 februari 2008 plaatsvond in Reykjavík, bleven uiteindelijk nog acht kanshebbers over. Voor het eerst was het ook toegestaan liedjes te zingen in een andere taal dan het IJslands.
De winnaar werd bepaald door televoting.
Enkel de top 3 werd bekendgemaakt.

| Volgorde | Artiest                                 | Lied                              | Plaats |
| -------- | --------------------------------------- | --------------------------------- | ------ |
| 1        | Davíð Þorsteinn Olgeirsson              | In your dreams                    |        |
| 2        | Páll Rósinkranz & Gospelkór Reykjavíkur | Gef mér von                       |        |
| 3        | Eurobandið                              | Fullkomið líf                     | 1      |
| 4        | Ragnheiður Gröndal                      | Don't wake me up                  |        |
| 5        | Merzedes Club                           | Ho ho ho, we say hey hey hey      | 2      |
| 6        | Baggalútur                              | Hvað var það sem þú sást í honum? |        |
| 7        | Birgitta Haukdal & Magni Ásgeirsson     | Núna veit ég                      |        |
| 8        | Dr Spock                                | Hvar ert þú?                      | 3      |

## In Belgrado
Op het Eurovisiesongfestival moest IJsland als eerste aantreden in de tweede halve finale, voor Zweden. Tijdens het openmaken van de enveloppen bleek dat IJsland zich had weten te plaatsen voor de finale. Later werd bekend dat Euroband op de achtste plaats was geëindigd met 68 punten.
Nederland en België zaten in de andere halve finale.
In de finale moest IJsland aantreden als elfde, na Polen en voor Turkije. Aan het einde van de puntentelling had Euroband 64 punten behaald, wat goed was voor een veertiende plaats.
De IJslanders ontvingen 1 keer het maximum van 12 punten.
Nederland en België hadden geen punten over voor deze inzending.

### Gekregen punten

#### Halve Finale
| 12 punten                    | 10 punten                           | 8 punten    | 7 punten             | 6 punten                          |
| ---------------------------- | ----------------------------------- | ----------- | -------------------- | --------------------------------- |
|                              | - Denemarken - Zweden               | - Frankrijk | - Hongarije          |                                   |
| 5 punten                     | 4 punten                            | 3 punten    | 2 punten             | 1 punt                            |
| - Albanië - Malta - Portugal | - Verenigd Koninkrijk - Zwitserland | - Turkije   | - Letland - Litouwen | - Cyprus - Oekraïne - Wit-Rusland |

#### Finale
| 12 punten    | 10 punten         | 8 punten             | 7 punten             | 6 punten                      |
| ------------ | ----------------- | -------------------- | -------------------- | ----------------------------- |
| - Denemarken |                   | - Noorwegen - Zweden | - Finland - Portugal | - Malta - Verenigd Koninkrijk |
| 5 punten     | 4 punten          | 3 punten             | 2 punten             | 1 punt                        |
|              | - Israël - Spanje |                      | - Letland            |                               |

### Punten gegeven door IJsland

#### Halve Finale
Punten gegeven in de halve finale:
| 12 punten | Denemarken |
| 10 punten | Portugal   |
| 8 punten  | Zweden     |
| 7 punten  | Letland    |
| 6 punten  | Oekraïne   |
| 5 punten  | Bulgarije  |
| 4 punten  | Kroatië    |
| 3 punten  | Malta      |
| 2 punten  | Georgië    |
| 1 punt    | Albanië    |

#### Finale
Punten gegeven in de finale:
| 12 punten | Denemarken |
| 10 punten | Noorwegen  |
| 8 punten  | Frankrijk  |
| 7 punten  | Finland    |
| 6 punten  | Portugal   |
| 5 punten  | Oekraïne   |
| 4 punten  | Letland    |
| 3 punten  | Zweden     |
| 2 punten  | Servië     |
| 1 punt    | Armenië    |